# Collegio elettorale di Bari - San Paolo - Stanic
Il collegio di Bari - San Paolo - Stanic fu un collegio elettorale uninominale della Repubblica Italiana per l'elezione della Camera dei deputati. Apparteneva alla circoscrizione Puglia e fu utilizzato per eleggere un deputato nella XII, XIII e XIV legislatura.
Venne istituito nel 1993 con la cosiddetta Legge Mattarella (Legge n. 277, Nuove norme per l'elezione della Camera dei deputati), attuata in seguito al referendum abrogativo del 1993. La legge istituì per la Camera dei deputati e per il Senato della Repubblica un sistema di elezione misto, in parte maggioritario e in parte proporzionale. Il 75% dei parlamentari dell'assemblea veniva eletto in collegi uninominali tramite sistema maggioritario a turno unico; il restante 25% alla Camera veniva eletto tramite sistema proporzionale con liste bloccate.
Il collegio venne abolito insieme a tutti gli altri che costituivano la Camera con la promulgazione della legge elettorale successiva, la cosiddetta Legge Calderoli. Questa prevedeva un sistema proporzionale con premio di maggioranza, che alla Camera veniva attribuito a livello nazionale.

## Territorio
Il collegio di Bari - San Paolo - Stanic era uno dei 34 collegi uninominali in cui era suddivisa la Puglia e, come previsto dal D.Lgs. del 20 dicembre 1993 n. 536, comprendeva parte del comune di Bari, in particolare i quartieri Carbonara di Bari, Ceglie del Campo, Loseto Palese Macchie, San Paolo, San Pasquale, Santo Spirito e Stanic.

## Eletti
| Elezione | Elezione                 | Deputato        | Partito                    |
| -------- | ------------------------ | --------------- | -------------------------- |
|          | 1994                     | Lucio Marengo   | Polo del Buon Governo (AN) |
| 1996     | Polo per le Libertà (AN) | Lucio Marengo   |                            |
|          | 2001                     | Antonio Lorusso | Casa delle Libertà (FI)    |

## Dati elettorali

### XII legislatura

#### Risultati proporzionale
| Coalizioni        | Coalizioni                | Liste                                 | Liste                              | Voti   | %     |
| ----------------- | ------------------------- | ------------------------------------- | ---------------------------------- | ------ | ----- |
|                   | Polo del Buon Governo     |                                       | Alleanza Nazionale                 | 23.384 | 32,63 |
|                   | Progressisti              |                                       | Partito Democratico della Sinistra | 10.627 | 14,83 |
|                   | Progressisti              | Rifondazione Comunista                | 5.026                              | 7,01   |       |
|                   | Progressisti              | Federazione dei Verdi                 | 3.428                              | 4,78   |       |
|                   | Progressisti              | Partito Socialista Italiano           | 1.801                              | 2,51   |       |
|                   | Progressisti              | Alleanza Democratica                  | 939                                | 1,31   |       |
|                   | Progressisti              | Movimento per la Democrazia - La Rete | 784                                | 1,09   |       |
| Totale coalizione | Totale coalizione         | 22.605                                | 31,53                              |        |       |
|                   | Patto per l'Italia        |                                       | Partito Popolare Italiano          | 7.288  | 10,17 |
|                   | Patto per l'Italia        | Patto Segni                           | 5.290                              | 7,38   |       |
| Totale coalizione | Totale coalizione         | 12.578                                | 17,55                              |        |       |
|                   | Lista Pannella            | Lista Pannella                        | Lista Pannella                     | 5.263  | 7,34  |
|                   | Programma Italia          | Programma Italia                      | Programma Italia                   | 4.478  | 6,25  |
|                   | Solidarietà e Progresso   | Solidarietà e Progresso               | Solidarietà e Progresso            | 1.109  | 1,55  |
|                   | Socialdemocrazia          | Socialdemocrazia                      | Socialdemocrazia                   | 767    | 1,07  |
|                   | Lega d'Azione Meridionale | Lega d'Azione Meridionale             | Lega d'Azione Meridionale          | 423    | 0,59  |
|                   | Alleanza Popolare         | Alleanza Popolare                     | Alleanza Popolare                  | 300    | 0,42  |
|                   | Democrazia e Solidarietà  | Democrazia e Solidarietà              | Democrazia e Solidarietà           | 200    | 0,28  |
|                   | Unione Popolare           | Unione Popolare                       | Unione Popolare                    | 195    | 0,27  |
|                   | Alleanza di Programma     | Alleanza di Programma                 | Alleanza di Programma              | 177    | 0,25  |
|                   | Utopia                    | Utopia                                | Utopia                             | 108    | 0,15  |
|                   | Rinascita Salentina       | Rinascita Salentina                   | Rinascita Salentina                | 77     | 0,11  |
| Totale            | Totale                    | Totale                                | Totale                             | 71.664 |       |

#### Risultati uninominale
|                               | Lucio Marengo ✔️ Eletto | Polo del Buon Governo (FI - AN - CCD - UDC - PLD) | 32 775 | 45,07 |  |  |  |  |  |
|                               | Pasquale Diglio         | Progressisti                                      | 20 054 | 27,58 |  |  |  |  |  |
|                               | Vincenzo Sorice         | Patto per l'Italia                                | 12 121 | 16,67 |  |  |  |  |  |
|                               | Francesco Garzone       | Lista Marco Pannella - Riformatori                | 4 908  | 6,75  |  |  |  |  |  |
|                               | Domenico Bavaro         | Solidarietà e Progresso                           | 2 857  | 3,93  |  |  |  |  |  |
| Totale                        | Totale                  | Totale                                            | 72 715 | 100   |  |  |  |  |  |
|                               |                         |                                                   |        |       |  |  |  |  |  |
| Fonte: Ministero dell'interno |                         |                                                   |        |       |  |  |  |  |  |

### XIII legislatura

#### Risultati proporzionale
| Coalizioni        | Coalizioni                         | Liste                                     | Liste                              | Voti   | %     |
| ----------------- | ---------------------------------- | ----------------------------------------- | ---------------------------------- | ------ | ----- |
|                   | Polo per le Libertà                |                                           | Forza Italia                       | 21.368 | 29,62 |
|                   | Polo per le Libertà                | Alleanza Nazionale                        | 15.359                             | 21,29  |       |
|                   | Polo per le Libertà                | CCD-CDU                                   | 3.716                              | 5,15   |       |
| Totale coalizione | Totale coalizione                  | 40.443                                    | 56,06                              |        |       |
|                   | L'Ulivo                            |                                           | Partito Democratico della Sinistra | 13.261 | 18,38 |
|                   | L'Ulivo                            | Rinnovamento Italiano                     | 2.543                              | 3,52   |       |
|                   | L'Ulivo                            | Popolari per Prodi (PPI-SVP-PRI-UD-Prodi) | 2.216                              | 3,07   |       |
|                   | L'Ulivo                            | Federazione dei Verdi                     | 1.689                              | 2,34   |       |
| Totale coalizione | Totale coalizione                  | 19.709                                    | 27,31                              |        |       |
|                   | Progressisti                       |                                           | Rifondazione Comunista             | 5.900  | 8,18  |
|                   | Lista Pannella - Sgarbi            | Lista Pannella - Sgarbi                   | Lista Pannella - Sgarbi            | 1.457  | 2,02  |
|                   | Movimento Sociale Fiamma Tricolore | Movimento Sociale Fiamma Tricolore        | Movimento Sociale Fiamma Tricolore | 1.238  | 1,72  |
|                   | Gruppo Indipendente Libertà        | Gruppo Indipendente Libertà               | Gruppo Indipendente Libertà        | 1.033  | 1,43  |
|                   | Ambientalisti                      | Ambientalisti                             | Ambientalisti                      | 993    | 1,38  |
|                   | Mani Pulite                        | Mani Pulite                               | Mani Pulite                        | 547    | 0,76  |
|                   | Partito Socialista                 | Partito Socialista                        | Partito Socialista                 | 507    | 0,70  |
|                   | Lega d'Azione Meridionale          | Lega d'Azione Meridionale                 | Lega d'Azione Meridionale          | 320    | 0,44  |
| Totale            | Totale                             | Totale                                    | Totale                             | 72.147 |       |

#### Risultati uninominale
|                               | Lucio Marengo ✔️ Eletto | Polo per le Libertà         | 34 310 | 47,44 |  |  |  |  |  |
|                               | Antonio Acquaviva       | L'Ulivo                     | 31 094 | 43,00 |  |  |  |  |  |
|                               | Carlo Capone            | Fiamma Tricolore            | 3 264  | 4,51  |  |  |  |  |  |
|                               | Gaetano Liuzzi          | Gruppo Indipendente Libertà | 1 907  | 2,64  |  |  |  |  |  |
|                               | Nicola Sebastiani       | Mani Pulite                 | 1 741  | 2,41  |  |  |  |  |  |
| Totale                        | Totale                  | Totale                      | 72 316 | 100   |  |  |  |  |  |
|                               |                         |                             |        |       |  |  |  |  |  |
| Fonte: Ministero dell'interno |                         |                             |        |       |  |  |  |  |  |

### XIV legislatura

#### Risultati proporzionale
| Coalizioni        | Coalizioni                | Liste                     | Liste                                 | Voti   | %     |
| ----------------- | ------------------------- | ------------------------- | ------------------------------------- | ------ | ----- |
|                   | Casa delle Libertà        |                           | Forza Italia                          | 23.294 | 31,30 |
|                   | Casa delle Libertà        | Alleanza Nazionale        | 11.468                                | 15,41  |       |
|                   | Casa delle Libertà        | CCD-CDU                   | 2.337                                 | 3,14   |       |
|                   | Casa delle Libertà        | Nuovo PSI                 | 408                                   | 0,55   |       |
| Totale coalizione | Totale coalizione         | 37.507                    | 50,40                                 |        |       |
|                   | L'Ulivo                   |                           | La Margherita (Dem - PPI - RI- UDEUR) | 12.180 | 16,36 |
|                   | L'Ulivo                   | Democratici di Sinistra   | 6.880                                 | 9,24   |       |
|                   | L'Ulivo                   | Il Girasole (FdV - SDI)   | 1.377                                 | 1,85   |       |
|                   | L'Ulivo                   | Comunisti Italiani        | 719                                   | 0,97   |       |
| Totale coalizione | Totale coalizione         | 21.156                    | 28,42                                 |        |       |
|                   | Democrazia Europea        | Democrazia Europea        | Democrazia Europea                    | 5.723  | 7,69  |
|                   | Lista Di Pietro           | Lista Di Pietro           | Lista Di Pietro                       | 3.734  | 5,02  |
|                   | Rifondazione Comunista    | Rifondazione Comunista    | Rifondazione Comunista                | 3.595  | 4,83  |
|                   | Lista Pannella - Bonino   | Lista Pannella - Bonino   | Lista Pannella - Bonino               | 1.274  | 1,71  |
|                   | Fiamma Tricolore          | Fiamma Tricolore          | Fiamma Tricolore                      | 1.054  | 1,42  |
|                   | Abolizione scorporo       | Abolizione scorporo       | Abolizione scorporo                   | 137    | 0,18  |
|                   | Lega d'Azione Meridionale | Lega d'Azione Meridionale | Lega d'Azione Meridionale             | 135    | 0,18  |
|                   | Paese Nuovo               | Paese Nuovo               | Paese Nuovo                           | 118    | 0,16  |
| Totale            | Totale                    | Totale                    | Totale                                | 74.433 |       |

#### Risultati uninominale
|                               | Antonio Lorusso ✔️ Eletto | Casa delle Libertà | 33 220 | 44,06 |  |  |  |  |  |
|                               | Cristofaro Perilli        | L'Ulivo            | 26 201 | 34,75 |  |  |  |  |  |
|                               | Alessandro Saracino       | Democrazia Europea | 11 406 | 15,13 |  |  |  |  |  |
|                               | Saverio Antonacci         | Lista Di Pietro    | 2 887  | 3,83  |  |  |  |  |  |
|                               | Giuseppe Picaro           | Fiamma Tricolore   | 1 682  | 2,23  |  |  |  |  |  |
| Totale                        | Totale                    | Totale             | 75 396 | 100   |  |  |  |  |  |
|                               |                           |                    |        |       |  |  |  |  |  |
| Fonte: Ministero dell'interno |                           |                    |        |       |  |  |  |  |  |